# Harry Alan Towers
Harry Alan Towers (Londen, 19 oktober 1920 - 31 juli 2009) was een Engels filmproducer en scenarioschrijver. 
Harry Alan Towers schreef verschillende romans onder het pseudoniem Peter Welbeck, vooraleer hij in 1946 scenarioschrijver werd. Tijdens de Tweede Wereldoorlog begon hij voor de radio te schrijven, toen hij in dienst was bij de Royal Air Force. In 1952-1953 produceerde hij de radioprogramma's The Adventures of Horatio Hornblower, naar de romans van C.S. Forester.
Geïnspireerd door de film „The Third Man“ (1949) met Orson Welles, produceerde Towers met zijn bedrijfje Towers of London een meerdelige radioreeks onder de titel The Lives of Harry Lime.
In het begin van de jaren 1960 begon Towers met de productie van speelfilms, waarvan hij meestal zelf het scenario schreef, maar ook avonturenfilms naar verhalen van Sax Rohmer (dr. Fu Manchu, Sumuru) en Edgar Wallace (Sanders). Op het einde van de jaren 1960 produceerde Towers ook een aantal films van het Spaanse "enfant terrible" Jess Franco. De films die hij in de late jaren 1960 maakte (dikwijls in samenwerking met "Cannon Films"), waren gekenmerkt door het vele geweld. 
Towers was sinds 1964 gehuwd met de Oostenrijkse actrice Maria Rohm. Hij stierf in juli 2009 na een korte ziekte.
- Biblioteca Nacional de España: XX971795
- Bibliothèque nationale de France: cb169205606 (data)
- Gemeinsame Normdatei: 141750839
- International Standard Name Identifier: 0000 0001 1461 7114
- Library of Congress Control Number: no97042874
- Nationale bibliotheek van Australië: 35915613
- Nederlandse Thesaurus van Auteursnamen: 071066446
- SNAC: w6n45qq3
- Système universitaire de documentation: 078837375
- Trove: 1144295
- Virtual International Authority File: 69117176